# Чопины

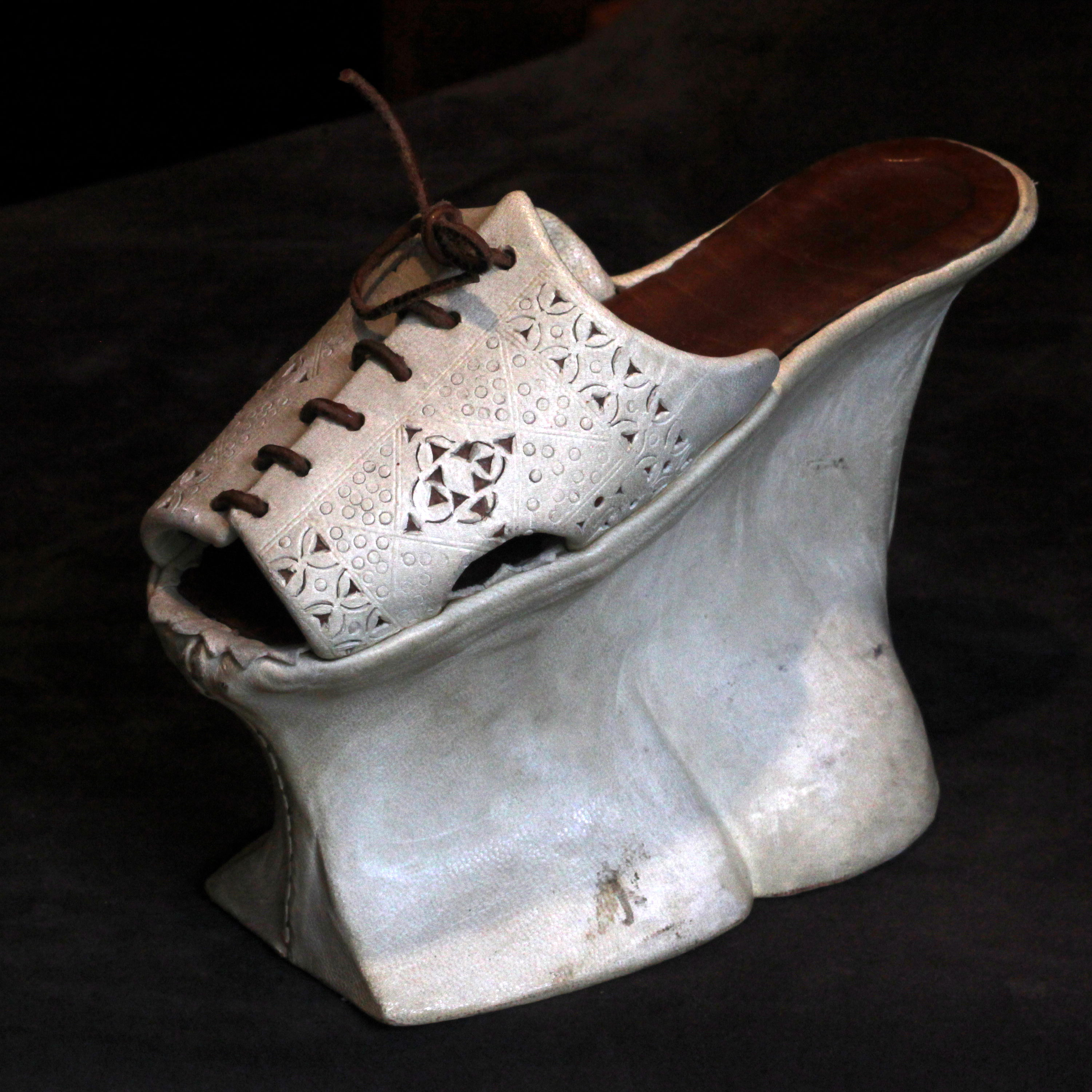
Реконструкция венецианского чопина XVI века. На выставке в музее Лозанны

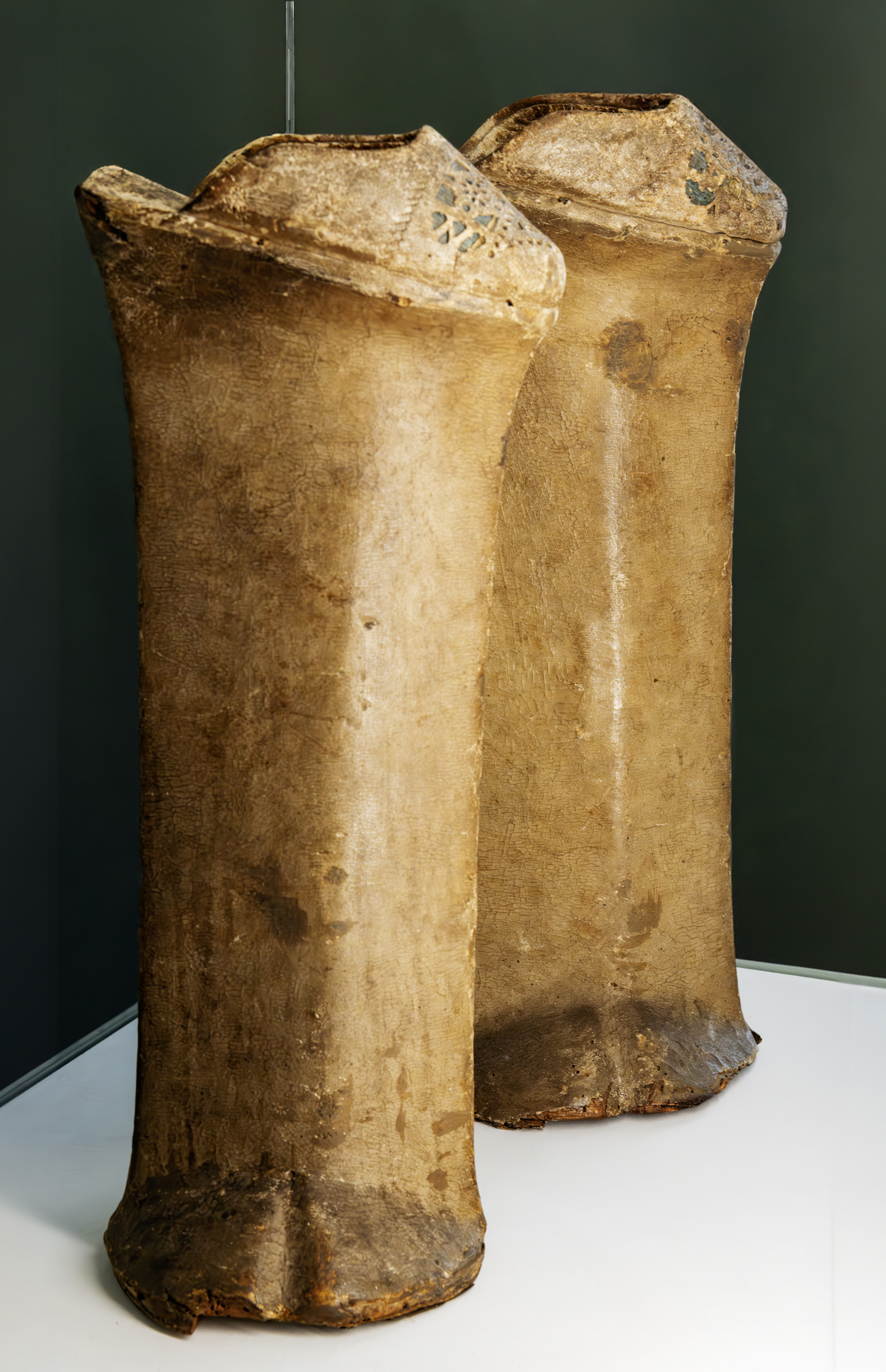
Рисунок с изображением чопинов

Чо́пины, также цокколи, пьянелле (итал. pianelle) — женская обувь на толстой подошве, распространённая в Европе в XIV—XVII веках.

## История
Чопины созданы в Венеции под влиянием обуви на платформе из Средней Азии. Они изготавливались из пробки или дерева, в высоту достигали 50 сантиметров, по другим источникам — одного метра (39 дюймов). Это приводило к неуклюжести и неустойчивости женской походки, поэтому служанкам приходилось поддерживать тех, кто их надевал.
Назначение у чопинов было и практическое, и символическое. Высокая подошва защищала от грязи на улицах, увеличивала рост и отражала «уровень благородства и величия венецианских женщин». Обувь, как и другие предметы средневековой одежды, доносила до окружающих «информацию о личности и статусе своей хозяйки». По утверждению итальянского историка Андреа Вианелло, «в XVI веке границей между тем, что достойно восхищения, и тем, что позорно, а также между приличным и недопустимым поведением или образом жизни могли стать несколько „лишних“ сантиметров платформы на туфлях».
Венецианские аристократки XV века носили чопины, чтобы подчеркнуть свой социальный статус. Католическая церковь называла эту обувь «развратной» и «беспутной», но это не помешало её распространению по всей Европе.
Чопины нашли отражение в «Гамлете» Шекспира (перевод М. Лозинского):

Клянусь владычицей небесной, ваша милость ближе к небу, чем когда я видел её в последний раз, на целый каблук [в оригинале — chopine].
Оригинальный текст (англ.)Your Ladyship is nearer to heaven than when I saw you last by the altitude of a chopine.

В 1590-х годах в пользование были введены каблуки. В начале XVII века, когда чопины стали выходить из моды (что стало следствием того, что их стали носить куртизанки), каблуки стали стандартной частью мужской и женской обуви.

В 1937 году дизайнер обуви Сальваторе Феррагамо возродил чопины, создав обувь с толстой подошвой из пробки. Такая обувь на платформе стала набирать популярность после окончания Второй мировой войны.

Венецианский чопин XVI века. Ливрусткаммарен, Стокгольм (Швеция)
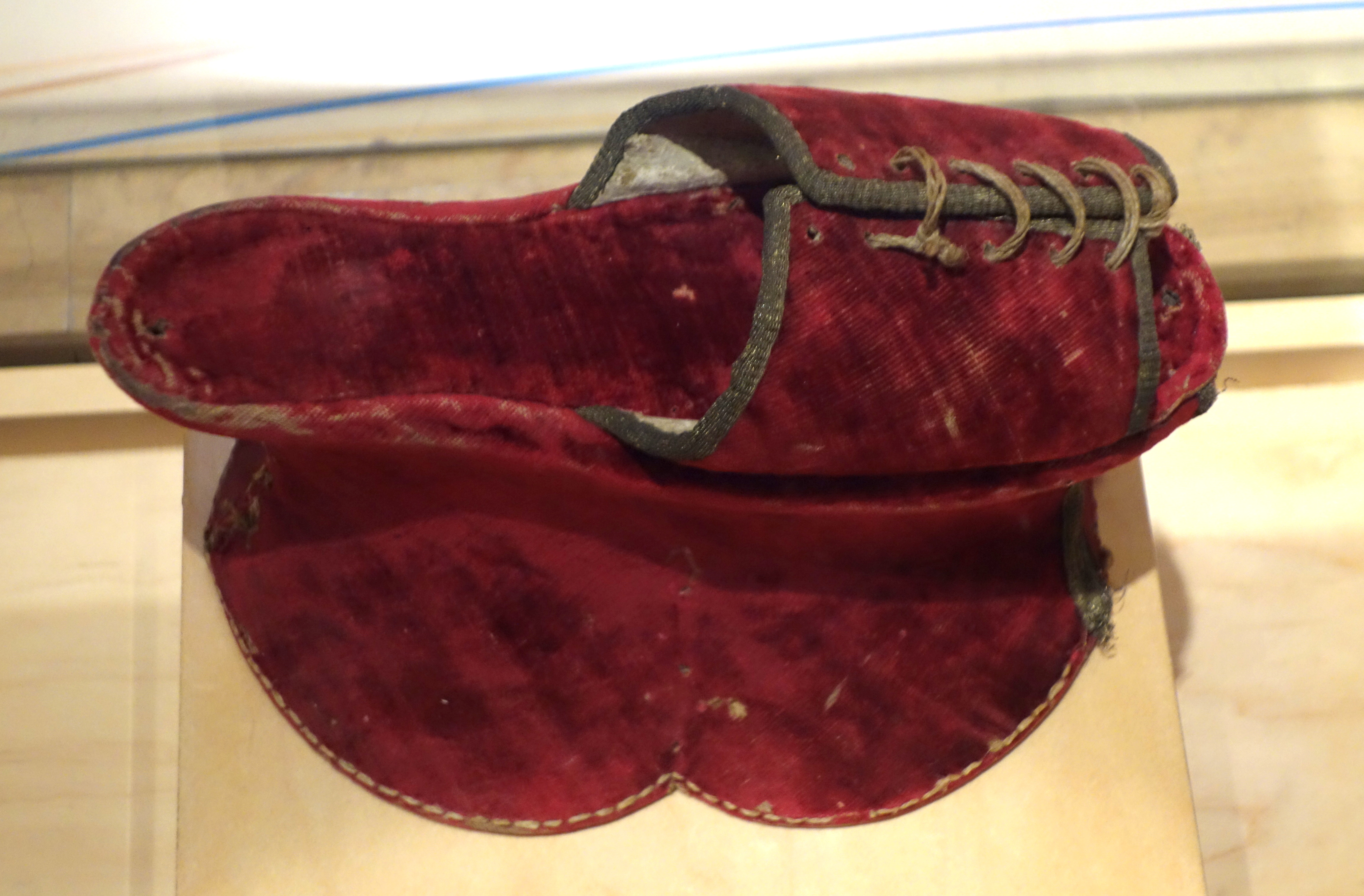
Итальянский чопин из красного бархата. XVI век. Торонто (Канада)
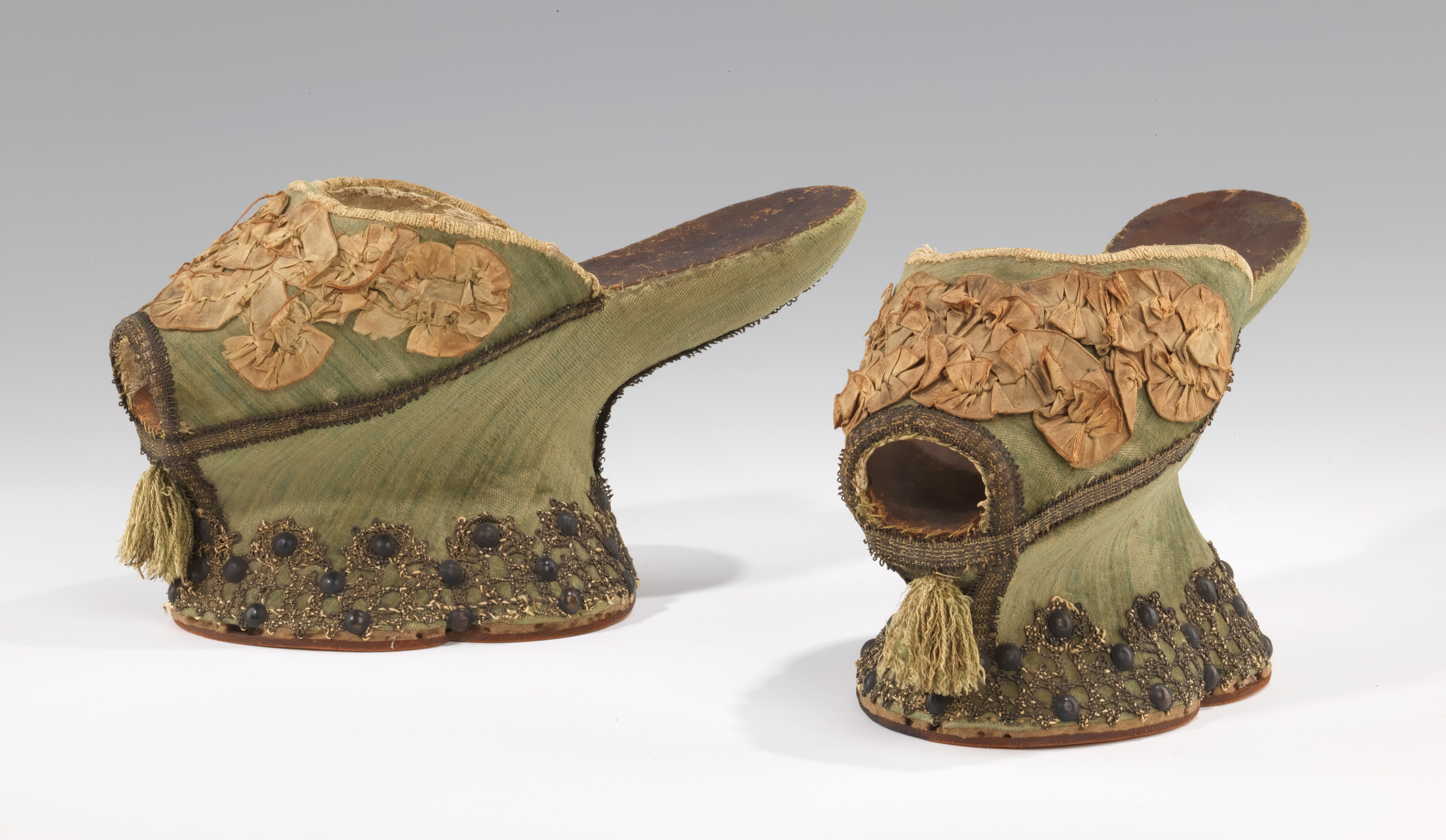
Чопины из зелёного шёлка, ок 1550–1600 год. Метрополитен-музей
Итальянские чопины, ок. 1600 год. Замок Скуклостер (Швеция)